# Umina Berzeviczy

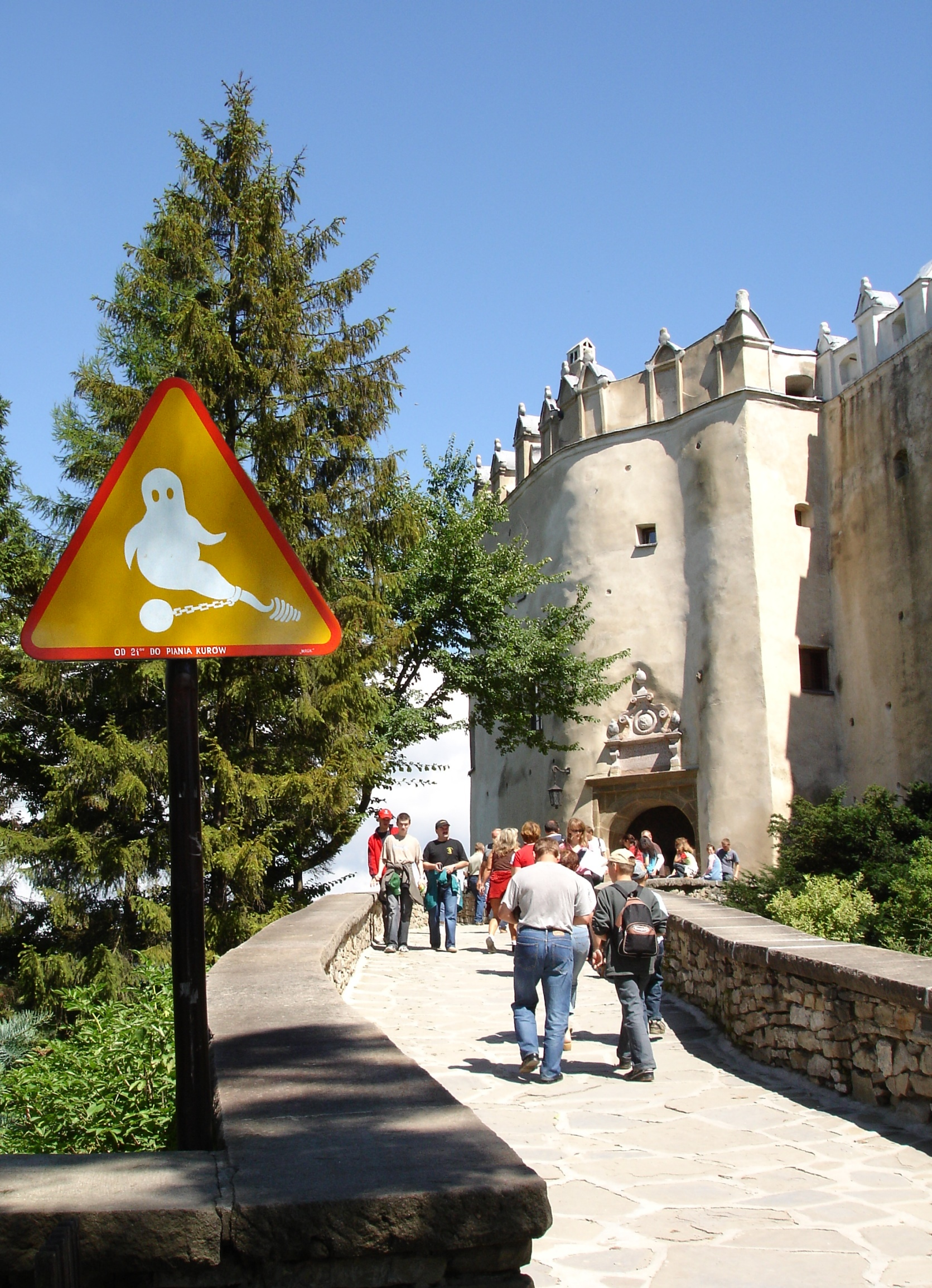
Gespenster-Warnschild vor der Burg Niedzica

Umina Berzeviczy (* 1762; † 1797) ist eine polnische Sagenfigur und angebliche Inkaprinzessin.
Der Legende zufolge war sie die Tochter des polnischen Abenteurers Sebastian Berzeviczy († 1798), der im 18. Jahrhundert nach Peru gegangen sein und die Inkaprinzessin Umina Atawallpa († 1762) geheiratet haben soll, die bei der Geburt ihrer Tochter starb und nach der Umina Berzeviczy benannt wurde. Umina heiratete später Andrés Túpac Amaru, einen Neffen des Widerstandskämpfers José Gabriel Condorcanqui (Túpac Amaru II).
Nachdem Túpac Amaru II hingerichtet und der Widerstand gegen die Kolonialherrschaft zum Erliegen gekommen war, floh sie mit ihrem einzigen Sohn Antonio Túpac Amaru († 1877) nach Polen, wo sie im Stammsitz ihres polnischen Vaters bei Niedzica Zuflucht fand. Dort soll sie (vermutlich von spanischen Spionen) getötet und begraben worden sein. Ihr Sohn wurde von Wacław Benesz-Berzeviczy am 21. Juni 1797 als Anton Benesz in Anwesenheit von Abgesandten der Inka-Exilregierung adoptiert und heiratete Jagiella. Diese hatten zwei Söhne, Ernest und Wilhelm, und zwei Töchter. Bekanntester Nachkomme soll Andrzej Benesz, Vizepräsident des polnischen Parlamentes Sejm, gewesen sein, der 1976 bei einem unaufgeklärten Autounfall ums Leben kam.
Bis heute soll das Gespenst von Umina auf der Burg Niedzica umhergehen, um einen vergrabenen Inkaschatz zu bewachen. Ein am Eingang der Burg angebrachtes „Warnschild“ bezieht sich auf diese Sage.
Für die historische Existenz von Umina Berzeviczy gibt es, ebenso wie für die von Sebastian Berzeviczy, keinerlei Belege.